# Garlaban
El Garlaban es una cumbre que domina la ciudad y la llanura de Aubagne y tiene una altura de 714 metros sobre el nivel del mar.
Es visible en una gran parte del sur del departamento de Bouches-du-Rhône. Desde Marsella hasta el valle de Huveaune, desde la autopista de Toulon y la de Aix-en-Provence. En el pasado fue el punto de referencia para los navegantes que navegaban en la bahía de Marsella.
El Garlaban (714 metros) dio su nombre al macizo del mismo nombre: el macizo de Garlaban, aunque el punto más alto del macizo es la Butte des Pinsots (731 metros).
- Datos: Q3098391
- Multimedia: Garlaban / Q3098391